# Van Beuge

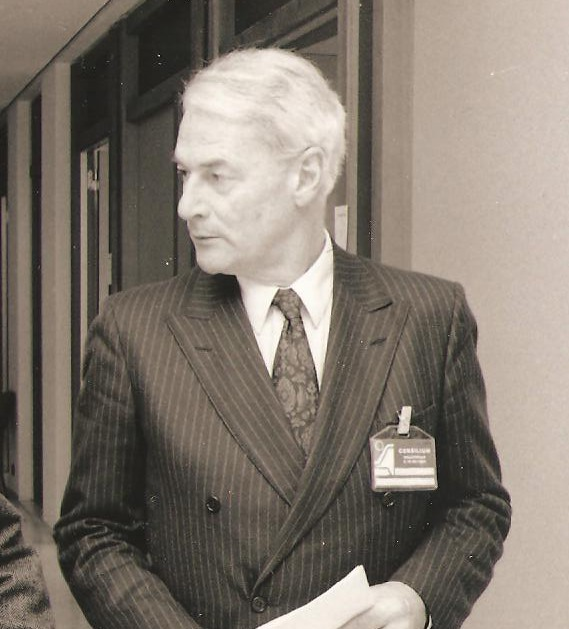
Een van de telgen uit het geslacht Van Beuge ambassadeur Ronald van Beuge (1936).

Van Beuge is de naam van een Nederlands geslacht, met verschillende vertakkingen.

## Afkomst
Het geslacht Van Beuge komt bewijsbaar uit de Belgische stad Brussel waar leden van het geslacht in de vijftiende en in de zestiende eeuw de naam Van Beugem, met variaties in de spelling, droegen. Die naam ontleenden ze aan het dorp en de heerlijkheid Bodeghem, Boghem of Beughem; thans heet dit dorp Sint-Martens-Bodegem, een deelgemeente van de plaats en gemeente Dilbeek.
De stichter van de Noord-Nederlandse tak en van een nog bestaande Duitse zijtak werd in de zestiende eeuw vanuit Mechelen benoemd tot rentmeester-generaal van Utrecht.
Sinds het eind van de negentiende eeuw is het geslacht uitgezwermd over Nederland en verder over Australië, Nederlands-Indië, Verenigde Staten en Zuid-Afrika.

## Genealogie
- Pieter Janszoon van Beugem (ook van Beuge) (1675-1758). Hij trouwde met Maria Adelaer (1676-1760)
  - Johannes van Beuge (1706-1775). Hij trouwde met Weijnanda (Wijntje) Daemen (1704-1779)
    - Jan Pieter van Beuge (1734-1804). Hij trouwde met Elisabeth van Oort (1741-1827)
      - Johannes van Beuge (1774-1842). Hij trouwde met Gerardina (Gerritje) Velthoen (1769-1838)
        - Adrianus Marinus van Beuge (1798-1871), directeur-eigenaar van een kopergieterij. Hij trouwde eerst met Johanna Ross (1792-1823) en de tweede keer met Daverina Johanna Schouten (1799-1874)
          - Daverina van Beuge (1829-1907). Zij trouwde met Johannes Doesburg (1821-1888)
          - Adrianus Marinus van Beuge (1834-1890), pianist en muziekleraar. Hij trouwde eerst met Suzanna Christina von Nicolai (1834-1886) en de tweede keer Sara van Veen (1840-1904)
            - Adrianus-Marinus van Beuge (1859-1945), componist, violist, dirigent en directeur muziekschool. Hij trouwde met Suzanna Margaretha Balsem (1867-1946)
              - Suzanna Christina van Beuge (Suze Luger-van Beuge) (1889-1972), altzangeres
              - Marianne Constance van Beuge (Iete van Beuge) (1890-1971 te Rome). Zij trouwde eerst met dr. Romano nobile Guarnieri en de tweede keer Gaetano Minucci, architect

            - Hendrik Willem van Beuge (1865-1923). Hij trouwde met Neeltjie Johanna van de Poll (1864-1942), met afstammelingen in Zuid-Afrika
              - Wilfred van Beuge x Doreen Bann
                - Terence William van Beuge (1951), cricketer
                  - Bradley van Beuge (1977), cricketer

            - Christiaan van Beuge (1871-1924), officier in het KNIL, dirigent, componist van militaire marsen. Hij trouwde met Caroline Louise Wilkens (1876-1944), met afstammelingen in Nederland, Australië en de Verenigde Staten
              - Johan Anton van Beuge (1899-1979), ambtenaar in Nederlands-Indië en Nederland. Hij huwde eerst Wilhelmine Marie Louise Henriëtte de Nijs (1900-1998) en vervolgens Gustavine Maria Wendelina Reerink (1917-2002)
                - Hans van Beuge (1924-2004), militair in het KNIL
                - Ronald van Beuge (1936), diplomaat
                - Gert Jan van Beuge (1947), medical manager en drug safety officer bij Bristol-Myers Squibb
                - Fokko van Beuge (1948), raadsheer bij het Gerechtshof in 's-Hertogenbosch

              - Christiaan van Beuge (1906-1945), overleden in een Japans concentratiekamp. Hij trouwde met Johanna Frederika Punt (1912-1996) met Amerikaanse[1] afstammelingen

            - Simon van Beuge (1874 - 1911).